# Australisk havsål
Australisk havsål (Conger verreauxi) är en fiskart som beskrevs av Kaup, 1856. Australisk havsål ingår i släktet Conger och familjen havsålar. IUCN kategoriserar arten globalt som livskraftig. Inga underarter finns listade.